# Deochi
Deochiul este o superstiție care spune că anumite persoane, în special copiii și lăuzele, pot fi "vătămate" printr-o privire admirativă sau invidioasă. Pot fi deocheate și plante sau animale domestice. Deochiul se manifestă prin dureri de cap, căscat continuu, febră la om, veștejire la plante, tânjeală la animale.
Deochiul poate fi involuntar sau intenționat, însă efectele sunt identice și proporționale cu puterea invidiei sau admirației.
La români există obiceiul de a lega o fundiță roșie, mai ales la copiii mici, care sunt mai vulnerabili. Și adulții poartă talismane antideochi, unul dintre cele mai cunoscute fiind mâna cu ochi, bijuterie populară în Balcani și în țările musulmane/
Panglica roșie (sau un șnur roșu, ori o bucată de pânză de aceeași culoare, ori un obiect de îmbrăcăminte) pot atrage „uitătura” și aceasta își „varsă” acolo puterea, copilul scăpând astfel de a fi deocheat. Persoanele deocheate scapă de acesta prin descântece, diferite de la o regiune la alta
Alte credințe legate de deochi:
- Copiii nu trebuie lăsați să se uite în oglindă până la vârsta de un an, căci se pot deochia singuri.
- Un usturoi prins cu o ață roșie la gâtul sau la căciulița copilului ferește de deochi.
- Pentru a fi ferit de deochi, copilul nou-născut trebuie cântărit înainte de a i se face prima baie, însă masa copilului nu trebuie spusă nimănui.
- O ață roșie prinsă la încheietura mâinii copilului sau la gâtul unui animal alungă deochiul.
- Orice obiect din aur purtat la gât, la urechi sau la mână se zice că ar atrage și ar anihila energia negativă a deochiului, deci are efectul de a proteja prin „diversiune“.